# La Française (equipo ciclista)
La Française fue un antiguo equipo ciclista que disputó carreras entre 1901 y 1955.

## Historia del equipo
El equipo se llamó siempre  La Française añadiendo a este nombre repetidamente un espónsor secundario. Hubo en el orden de aparición, Persan (1907), Diamant (1911-1913, 1924, 1926, 1929-1930, 1948, 1950), Hutchinson (1914) y Dunlop (1928, 1931-1937, 1943-1944, 1946-1947, 1953, 1955).

## Corredores
Los más grandes ciclistas de la época corrieron para el equipo.
- Maurice Garin (1901-1904, 1911)
- Charles Laeser
- Jean Fischer
- Lucien Pothier (1903-1904)
- Charles Crupelandt
- Émile Georget
- Léon Georget
- Paul Duboc
- Octave Lapize
- Lucien Petit-Breton
- Eugène Christophe
- Léon Scieur
- Alfredo Binda
- Georges Ronsse
- Alfons Schepers
- Roger Lapebie
- Jacques Anquetil

## Victorias

### Grandes Vueltas
- Tour de Francia : 1903, 1921
- 35 etapas sobre el Tour de Francia
- 1 etapa en el Giro de Italia 1911

### Clásicas
- París-Brest-Parísː Maurice Garin (1901), Émile Georget (1911)
- Burdeos-Parísː Édouard Wattelier (1902), Cyrille Van Hauwaert (1907), Émile Georget (1910 y 1912), François Faber (1911), George Ronsse (1929 y 1930), Marcel Laurent (1938)
- París-Toursː Octave Lapize (1911), Charles Crupelandt (1913), Jules Rossi (1938)
- París Bruselasː Octave Lapize (1911, 1912 y 1913)
- París-Roubaixː Charles Crupelandt (1912 y 1914), Charles Meunier (1929)
- Lieja-Bastoña-Lieja Léon Scieur (1920), Alfons Schepers (1931), Theo Herckenrath (1934)
- Tour de Flandesː Alfons Schepers (1933)

### Otras carreras de entidad
- 1 etapa sobre la Vuelta al País Vasco
- 6 etapas de París-Niza
- París-Niza (1933)
- 1 etapa del Critérium del Dauphiné
- Gran Premio de las Naciones